# 브리그모파이세터

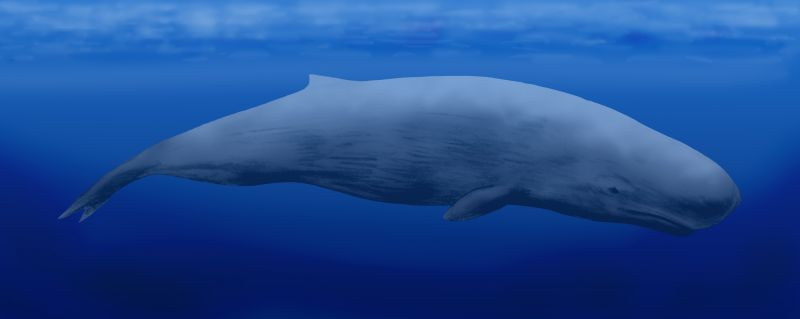
브리그모파이세터

브리그모파이세터(Brygmophyseter)는 플라이스토세~마이오세에 사이에 살았던 멸종된 고대 향유고래이며 크기는 현대 향고래 보다 작은 크기이다. 몸길이는 6.5~7m에 달하며 학명의 뜻은 무는 향유고래(biting sperm whale)이다. 현대 향고래처럼 소나를 이용해 먹이를 사냥했으며 또한 거의 티라노사우루스의 이빨크기에 맞먹는 이빨들이 턱에 20개 정도가 나 있으며 그 당시 최상위 포식자 중 하나로 또다른 최상위 포식자들이었던 메갈로돈, 리비아탄과 서로 경쟁관계에 있었을 것으로 추정된다.